# Alfa-naftylthio-ureum
Alfa-naftylthio-ureum of ANTU (afgeleid uit het Engels: Alpha-Naphthylthiourea) is een organische verbinding met als brutoformule C11H10N2S. De stof komt voor als een wit, reukloos kristallijn poeder, dat onoplosbaar is in water. Het technisch product is een blauw-grijs poeder en bevat veelal onzuiverheden.

## Toepassingen
De stof wordt gebruikt als rodenticide, vooral ter bestrijding van de bruine rat. De stof wekt namelijk longoedeem op bij de soort. Het opvallende is dat ze minder toxisch is voor andere rattensoorten. Handelsnamen van de stof zijn Anturate, Bantu, Dirax, Kill Kantz, Krysid, Rattrack en Rat-tu.

## Toxicologie en veiligheid
De stof ontleedt bij verhitting, met vorming van giftige gassen en giftige dampen, onder andere stikstofoxiden, zwaveloxiden en koolstofmonoxide. Ze reageert met sterk oxiderende stoffen, zoals zilvernitraat, waardoor brand- en ontploffingsgevaar ontstaat.
De stof is irriterend voor de ogen, de huid en de luchtwegen. Inademing van deze stof zou longoedeem kunnen veroorzaken (naar analogie met de bruine rat).